# 人性
人的本性（英語：Human nature），简称人性，是个概念，指的是基本的性情、特征——包括思想、感觉、能动性——人是被认为有本性的。这个术语经常被用来指人类的本质，或者它“意味着”存在人类。这种说法已被证明是存有争议的，因为对于这种本质是否实际存在存在争议。有作为人应有的正面、积极的品性，如慈爱、善良，包含所有正义性的人类价值观。以人为本，也包括对“人”个体的尊重，无论国家功能机器还是社会资源对于“人”的不可凌驾性，不走極端路線。通常所说的“人性”，也指同情心、同理心，是隶属于人性这一定义中的分支。但人性中的不受歡迎的性質，應該也屬於人性的一部分卻多被刻意忽略掉，這能看出人普遍的良好期望。关于人性的问题，一直是学术上争论不休的一个话题，目前没有个确切的结论。但是大部分人相信人性的存在，相信这是种人类的特有标签。区别于“人格”。

## 现代社会学定义
现代社会学家则认为世界上只有一个人类，所以只有一种人性。不論殺人魔或慈善家，都具有相同的人性。这是不同民族之间能够交流、达成理解的前提。但根据对婴儿反复实验，显示人性是进化的结果，与生俱来的有：由于祖先生存的险恶环境衍生的对生存需要，对胜利的渴望，以及对与自己相似伴侣的渴望，对同类间自己地位的关心，由于始前人类的习惯和同理心对还有同类帮助的冲动。从人脑的结构来看这些都直接对前额叶造成影响，但可以被出生后的记忆和周围事物所改变。
另有說；個別受後天影響的「人性」應分開稱作「個人人性」（個性），或這人或這群、族、片土地上的等等人的人性特質，以作有別於「人類人性」（方便哲學或人類學等課題上的研究總稱人性human nature之用）的解釋。

## 中国文化的定义
在中国文化中，对人的本性，大致有四种观点：
1. 人性本善论，以儒家孟子为代表。《三字经》开篇即为“人之初，性本善，性相近，习相远”。
2. 人性本恶论，以儒家荀子为代表，有“人之性恶，其善伪也”。“性者，本始材朴”。的论断。
3. 人性无善无恶论，代表人物为告子，他认为人性无善无不善，“生之谓性”，“食色，性也”[5]。
4. 人性既善又恶，代表人物是西汉的扬雄，他认为“人之性也，善恶混。修其善则为善人，修其恶则为恶人”[6]。

## 哲学定义

### 馬克思主义
马克思主义承认人性的存在，但认为人性是自然属性与社会属性的统一，并会随着社会下层经济基础的改变而改变，例如在金属工具出现之前，私人劳动等于社会劳动私有财产并不存在，私有制也没有诞生更不会产生有私有观念。并且由于共同劳动剥削阶级没有产生，更没有所谓权力欲。
马克思主义否认存在普遍抽象的人性：只有从人的社会性和阶级性出发，才能得出对人性的正确解释，并由此断言，在阶级社会中没有超阶级的人性。所以无产阶级有一个人性，资产阶级有另一个人性。这两种人性是不可调和的，只能通过斗争解决。